# Афодии
Афодии, или навознички (лат. Aphodius) — один из самых многочисленных родов семейства пластинчатоусых. Около 700 видов.

## Описание
Мелкие жуки, самые крупные виды которых не превышают своими размерами горошину, мелкие виды имеют в длину 4—5 мм. Форма тела овальная или приближающаяся к ней форму. Тело выпуклое с 3 парами хорошо развитых роющих ног, имеющих расширенные зубчатые голени. Окраска весьма разнообразная: различные сочетания чёрного, красного и желтого цветов.
Афодии — детритофаги и питаются на навозе коров или лошадей, как и взрослые жуки так и их личинки.
Образ жизни у всех афодиев сходен. Жуки быстро слетаются на свежий помёт животных. После чего погружаются в него и начинают рыться в нём по всем направлениям, пронизывая его многочисленными ходами. Афодии не зарывают навоз в землю и не скатывают из него навозных шариков, как это делают другие навозные жуки, и откладывают свои яйца непосредственно в помёт. Из них выходят белые личинки с темной головой и 3 парами ног. Они питается навозом и быстро растут под покровом подсохшей сверху кучи помёта. В конце своего развития личинки зарываются в землю и окукливаются.
Некоторые афодии, как например Aphodius porcus самостоятельно не готовят пищу для своих личинок, а пользуются чужой — отыскивая туннели навозников Землерой обыкновенный они откладывают свои яйца на подготовленные навозные лепешки. Личинки афодия созревают раньше, выедая навоз и практически не оставляя пищи медленнее развивающимся личинкам вида-хозяина.

## Систематика
В состав рода ходят 64 подрода.

### Перечень подродов
- Acanthobodilus
- Acrossus
- Agoliinus
- Agolius
- Agrilinus
- Alocoderus
- Amidorus
- Ammoecius
- Aparammoecius
- Aphodaulacus
- Aphodiellus
- Aphodius
- Apsteiniella
- Biralus
- Blackburneus
- Bodilus
- Calamosternus
- Carinaulus
- Chilothorax
- Colobopterus
- Coprimorphus
- Coptochiroides
- Diapterna
- Erytus
- Esymus
- Eudolus
- Euorodalus
- Eupleurus
- Gonaphodiellus
- Heptaulacus
- Labarrus
- Limarus
- Liothorax
- Loraphodius
- Loraspis
- Mecynodes
- Melaphodius
- Melinopterus
- Mendidaphodius
- Mendidius
- Neagolius
- Nialus
- Nimbus
- Nobius
- Orodaliscus
- Oromus
- Otophorus
- Parammoecius
- Phaeaphodius
- Phalacronothus
- Pharaphodius
- Plagiogonus
- Planolinus
- Platyderides
- Pseudacrossus
- Pubinus
- Sigorus
- Sinodiapterna
- Stenotothorax
- Subrinus
- Sugrames
- Teuchestes
- Trichaphodius
- Trichonotulus

## Некоторые виды
- Aphodius biguttatus
- Aphodius brevis
- Aphodius coenosus
- Aphodius distinctus
- Aphodius haemorrhoidalis
- Aphodius immundus
- Aphodius lugens
- Aphodius merdarius
- Aphodius plagiatus
- Aphodius pusillus
- Aphodius putridus
- Aphodius rufus
- Aphodius scrofa
- Aphodius serotinus
- Aphodius sordidus
- Aphodius tomentosus
- Aphodius varians